# Громовий міст (заповідне урочище)
Гро́мовий міст — заповідне урочище в Україні. Об'єкт природно-заповідного фонду Івано-Франківської області. 
Розташоване в межах Городенківського району Івано-Франківської області, неподалік від села Поточище. 
Площа 2 га. Статус надано згідно з рішенням облради від 15.07.1993 року. Перебуває у віданні Поточищенської сільської ради. 
Статус надано для збереження ділянки зі степою рослинністю. Зростають реліктові види: горицвіт весняний, зіновать біла, а також сон чорніючий (занесений до Червоної книги України). 
Заповідне урочище «Громовий міст» входить до складу регіонального ландшафтного парку «Дністровський».